# Mancha Blanca
Mancha Blanca est un village du centre Lanzarote dans les Îles Canaries. Il fait partie de la commune de Tinajo.

## Toponymie
Mancha Blanca signifie « taches blanches ».

## Le village
Le village est réparti de part et d'autre de la Montaña de Los Dolores. Le quartier à l'Est du volcan, est construit autour de l'église Notre-Dame des Douleurs (Ermita de Los Dolores) et de la grande place, où chaque dimanche se déroule le marché de fruits et légumes. La Vierge des Douleurs est la patronne de Lanzarote.

## Vues du village

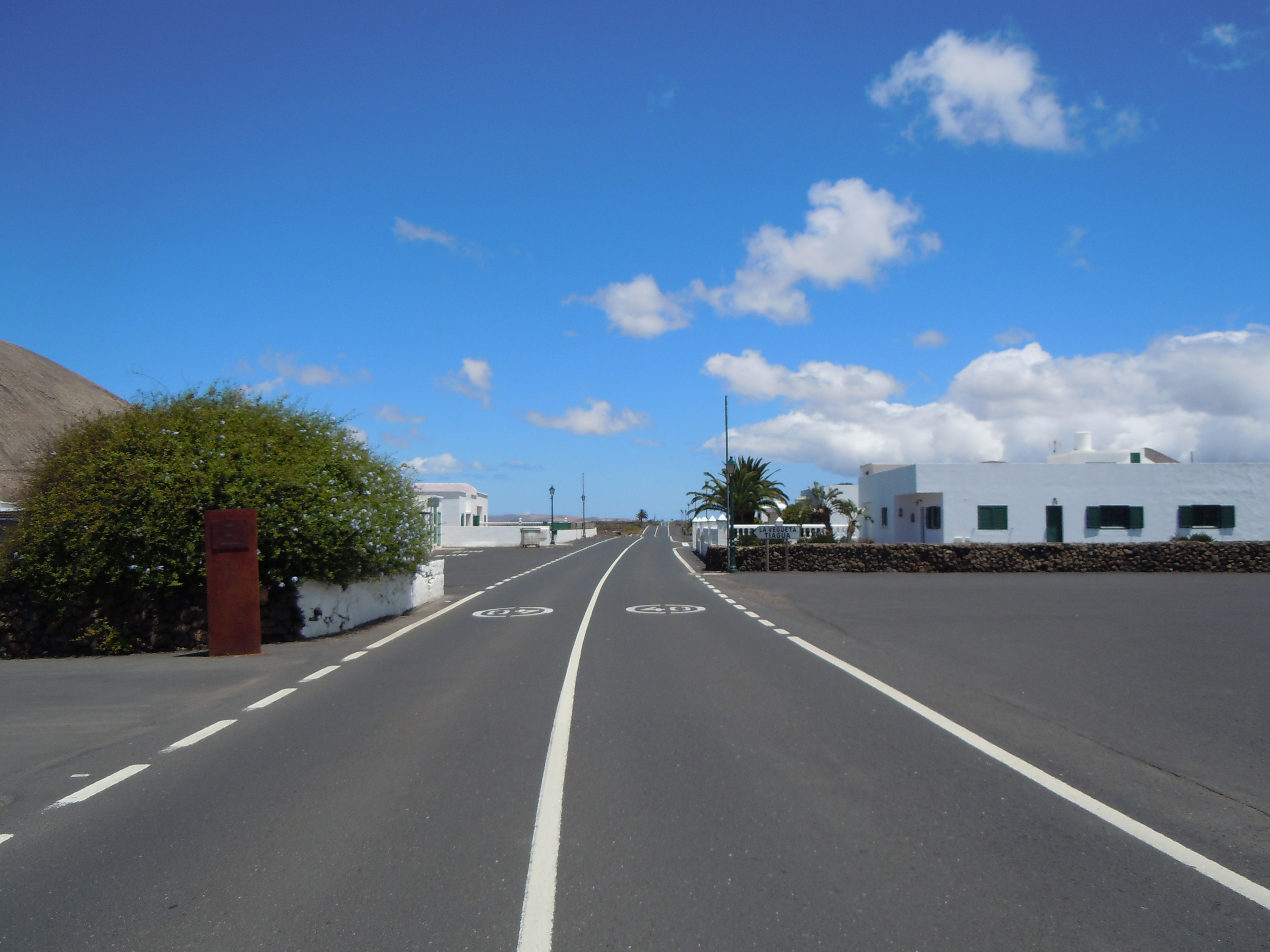
La route LZ-76 traverse le village
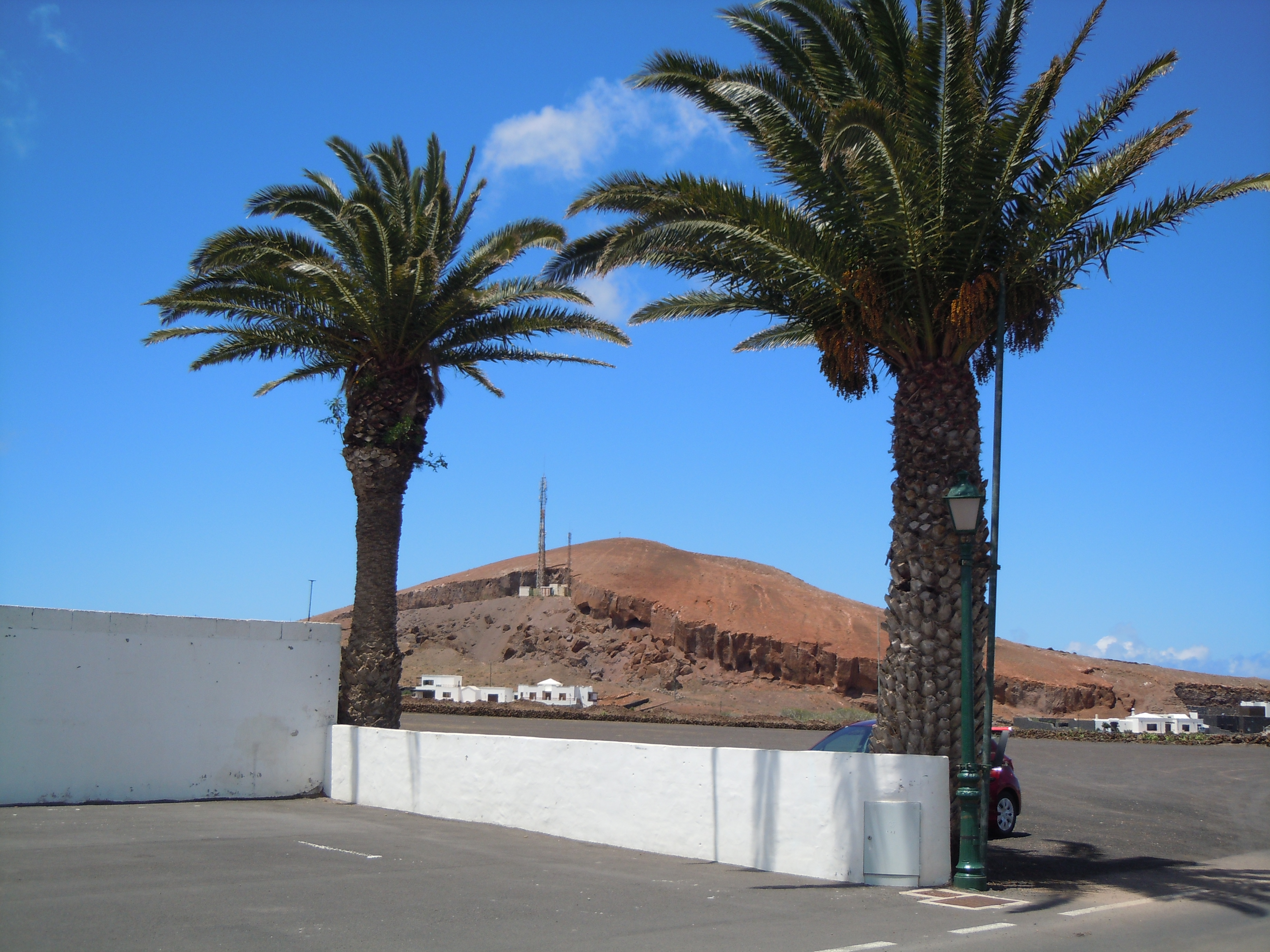
Montaña de Los Dolores
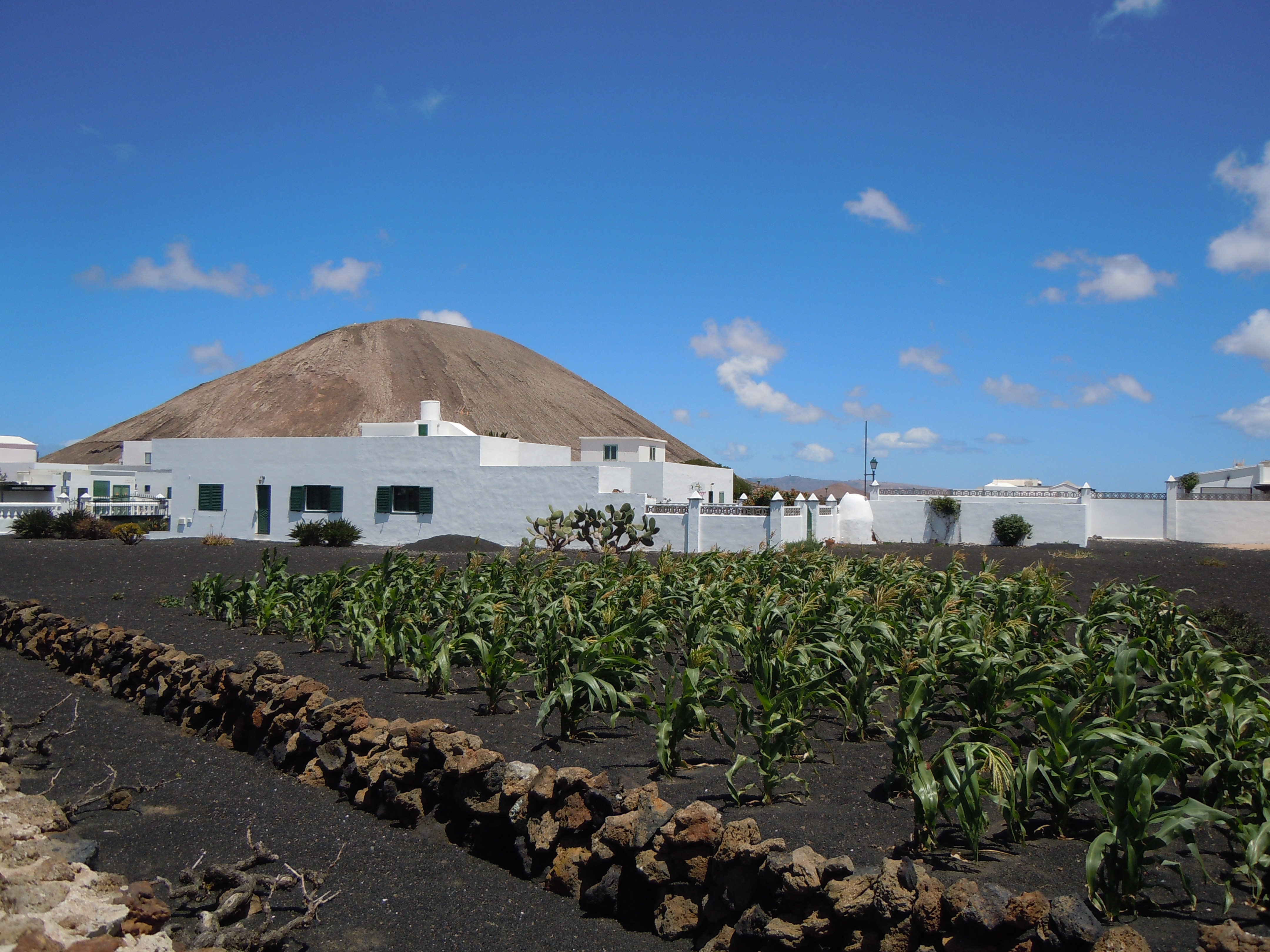
Montaña Tinache